# Spaltenkreuzspinne

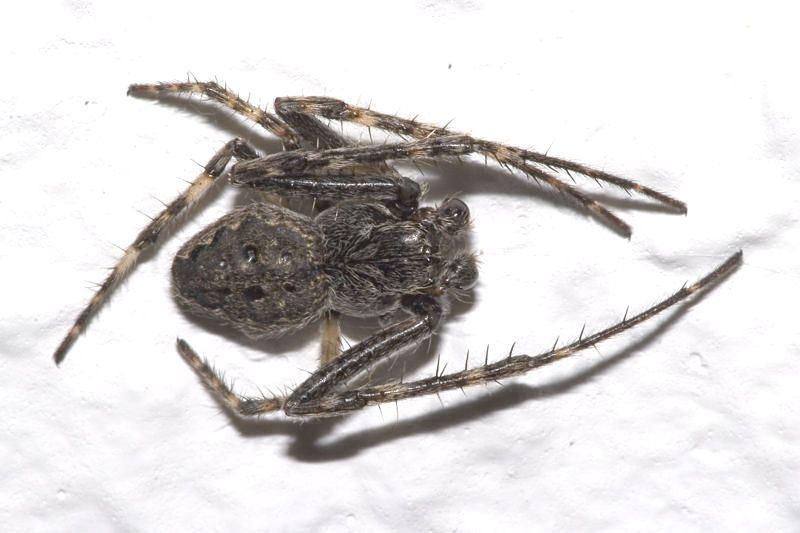
Männchen

Die Spaltenkreuzspinne (Nuctenea umbratica) ist eine zur Familie der Echten Radnetzspinnen (Araneidae) gehörende Webspinne. Die Arachnologische Gesellschaft kürte die Spaltenkreuzspinne zur Spinne des Jahres 2017.

## Merkmale
Spaltenkreuzspinnen sind etwa so groß wie die bekannte Gartenkreuzspinne, Männchen haben eine Körperlänge von 7 bis 10 Millimetern, Weibchen sind 13 bis 16 Millimetern lang. Der stark behaarte Vorderkörper (Prosoma) ist dunkelbraun und im vorderen Teil rötlich braun aufgehellt.
Der Hinterkörper (Opisthosoma) ist, im Gegensatz zu den meisten anderen mitteleuropäischen Vertretern der Familie, dorsoventral stark abgeflacht. Auf der Oberseite sind relativ sehr große, paarige Vertiefungen erkennbar, an denen im Körperinneren Muskeln ansetzen, mit denen die Spinne den Hinterkörper noch weiter abflachen kann. Die Grundfärbung variiert von rotbraun bis schwarzbraun mit einer dunklen, gelblich bis gelbgrünlich eingefassten, blattförmigen Zeichnung. Die Schenkel sind fast einfarbig dunkelbraun, die äußeren Beinglieder sind deutlich hellbraun/dunkelbraun geringelt.

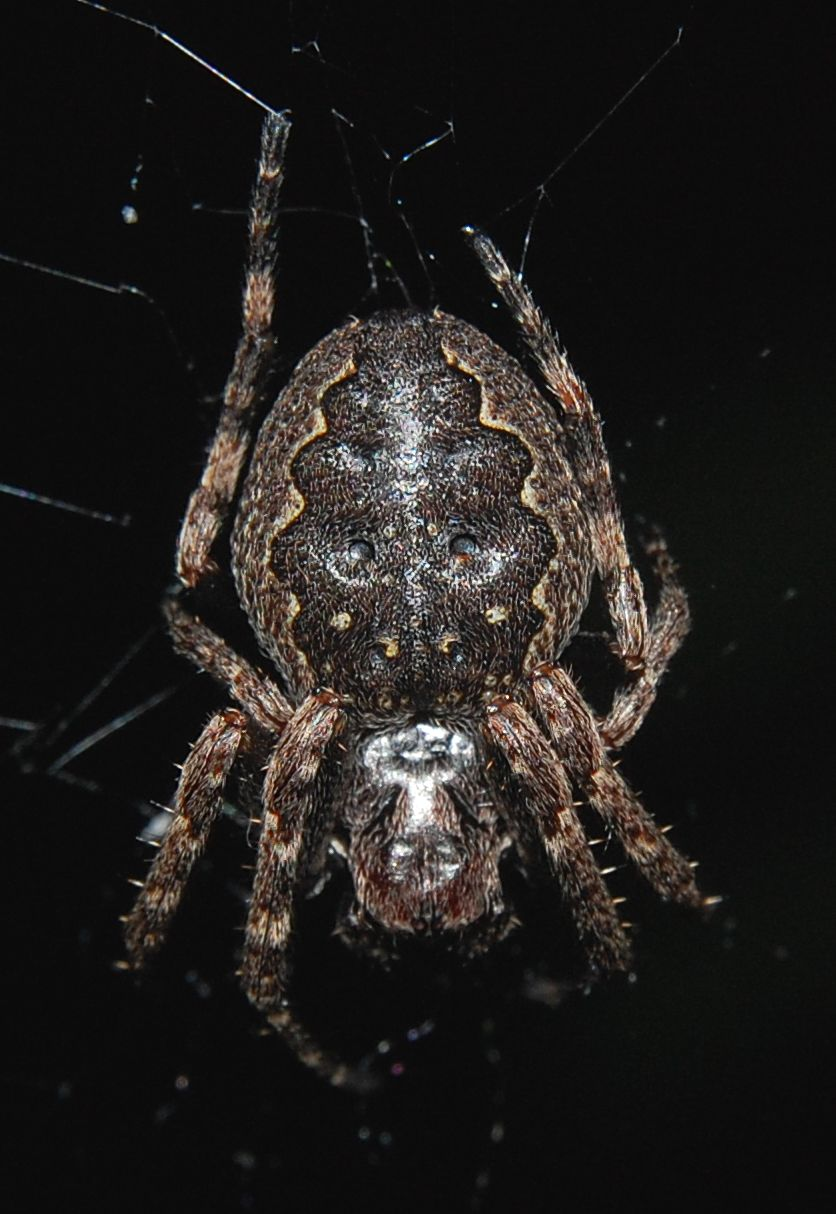
Weibchen in Ruhestellung in der Netzmitte

## Verbreitung und Lebensraum
Die Verbreitung der Spaltenkreuzspinne ist weitgehend auf die westliche Paläarktis beschränkt. Sie umfasst ganz Europa und das westliche Asien bis Aserbaidschan, außerdem Nordafrika. Weitere, isolierte Vorkommen gibt es in Zentral- und Südostasien. Die Art ist in erster Linie ein Bewohner lichter Laub- und Mischwälder.

## Lebensweise
Das Radnetz wird in mittlerer Höhe vor allem an alten Bäumen gebaut, aber auch an Holzschuppen und Hauswände. Es ist mit 45 bis 70 Zentimeter Durchmesser recht groß, auch die Radienabstände sind relativ groß. Die Nabe ist exzentrisch und meist deutlich Richtung Versteck der Spinne verschoben. Tagsüber versteckt sie sich unter loser Baumrinde oder in Rindenspalten, an Gebäuden auch in Mauerritzen. Nach Einbruch der Dunkelheit sitzt sie im Zentrum des Netzes. Geschlechtsreife Tiere kann man vor allem von Juli bis Oktober beobachten. Mindestens die Weibchen überwintern unter Baumrinde und ähnlichen Strukturen.

## Gefährdung
Die Art ist weit verbreitet und in geeigneten Habitaten häufig. Sie wird in Deutschland in der Roten Liste als „ungefährdet“ eingestuft.